# SH-04H
ドコモ スマートフォン AQUOS ZETA SH-04H（ドコモ スマートフォン アクオス ゼータ エスエイチゼロヨンエイチ）は、シャープによって開発された、NTTドコモの第4世代移動通信システム（PREMIUM 4G）・第3.9世代移動通信システム（Xi）・第3世代移動通信システム（FOMA）対応端末である。ドコモ スマートフォン（第2期）のひとつ。

## 概要
SH-01Hの後継機種で、同社がホンハイ傘下に入ってから初のスマートフォンとなる。
従来のAQUOSシリーズは三辺狭額縁構造となっていたが、デザインを一新。一般的なスマートフォンと同じラウンドフォルムを採用している。
キャッチコピーは「一度使えば戻れない。人に寄り添う快適パフォーマンス。」。

## 主な機能
| 主な対応サービス                                                             | 主な対応サービス                                      | 主な対応サービス                     | 主な対応サービス                                                  |
| ---------------------------------------------------------------------------- | ----------------------------------------------------- | ------------------------------------ | ----------------------------------------------------------------- |
| タッチパネル/加速度センサー                                                  | PREMIUM 4G/Xi/FOMAハイスピード/VoLTE(HD+対応)         | Bluetooth                            | dカード/おサイフケータイ/NFC/かざしてリンク/赤外線/トルカ         |
| ワンセグ/フルセグ                                                            | メロディコール                                        | テザリング                           | WiFi IEEE802.11a/b/g/n/ac                                         |
| GPS                                                                          | ドコモメール/電話帳バックアップ                       | デコメール/デコメ絵文字/デコメアニメ | iチャネル                                                         |
| エリアメール/ソフトウェアーアップデート自動更新/生体認証 (指紋／虹彩)/スグ電 | デジタルオーディオプレーヤー(WMA・MP3他)/ハイレゾ音源 | GSM/3Gローミング(WORLD WING)         | フルブラウザ/Flash Player                                         |
| Google Play/dメニュー/dマーケット                                            | Gmail/Google Talk/YouTube/Picasa                      | バーコードリーダ/名刺リーダ          | ドコモ地図ナビ/ドコモ ドライブネット/Google Maps/ストリートビュー |

## 歴史
- 2016年5月11日 - NTTドコモより公式発表。
- 2016年6月10日 - 発売開始。
- 2016年7月25日 - ソフトウェア、セキュリティ更新。
- 2016年10月25日 - ソフトウェア、セキュリティ更新。
- 2016年12月15日 - OSバージョンアップ、セキュリティ更新。
- 2017年3月6日 - ソフトウェア、セキュリティ更新、画面表示改善。
- 2017年9月4日 - 伝言メモ不具合修正、セキュリティ更新。
- 2018年6月20日 - OSバージョンアップ、ソフトウェアアップデート。
- 2018年7月26日 - 受信メールの添付画像が正常に表示されない不具合修正、セキュリティ更新。
- 2019年1月16日 - 「+メッセージ」アプリを搭載、Bluetooth接続エラーの修正、セキュリティ更新
- 2019年3月4日 - 端末に保存した音楽を着信音に追加できない不具合の修正、セキュリティ更新